# 孙德林 (足球运动员)
孙德林（2001年1月20日—），又称斯特林·赛耶丁（Sterling Seyedin）或迪伦·斯特林（Dylan Sterling），是一名中国足球运动员，司职中场。

## 早期生活
孙德林出生于美国华盛顿，母亲是中国人，父亲是伊朗裔美国人，孙德林出生后不久，全家搬到了中国广州。
除了从小就对足球产生兴趣外，他还参加了许多其他运动，尤其是武术，并在国际比赛中赢得了多枚金牌。他小时候还打过篮球，并与NBA球员凯文·加内特一起出演过广告。

## 俱乐部生涯
孙德林从小就开始踢足球，在准备主演一部关于一个喜欢踢足球的男孩的电影《小小升旗手》时，他得到了和广东奥林匹克体育中心一女足队一起训练的机会。他还接受了前中国国脚池明华的个人足球训练。
孙德林十六岁时加入广州富力（后更名为广州城足球俱乐部），然后于2021年前往德国与杜伦足球俱乐部签约。在德国期间，他只为杜伦足球俱乐部预备队效力。
2022年，他回到中国并重新加入广州城，并在足协杯中首次亮相，在1-0战胜西安荣海的比赛中为伍承儒的进球提供了助攻。他后来又为广州城出场两次，其中一次是在中超联赛中，但在2022赛季结束俱乐部解散后离开了俱乐部。
他于2023年8月加盟中甲联赛球队东莞莞联。

## 演艺事业
孙德林从小就对表演产生了兴趣，并在一岁零四个月的时候出演了他的第一部电视广告。到十一岁时，他已经出演了近1000个广告，并出演了许多电视节目和电影。2022年10月，他开始在外来媳妇本地郎中饰演康保罗。

## 职业生涯统计

### 俱乐部
| 俱乐部       | 赛季         | 联赛                 | 联赛 | 联赛 | 杯赛 | 杯赛 | 其他 | 其他 | 合计 | 合计 |
| 俱乐部       | 赛季         | 联赛级别             | 出场 | 进球 | 出场 | 进球 | 出场 | 进球 | 出场 | 进球 |
| ------------ | ------------ | -------------------- | ---- | ---- | ---- | ---- | ---- | ---- | ---- | ---- |
| 1.杜伦 II    | 2021–22      | 中莱茵州足球甲级联赛 | 6    | 0    | –    | –    | 0    | 0    | 6    | 0    |
| 广州城       | 2022         | 中超联赛             | 1    | 0    | 2    | 0    | 0    | 0    | 3    | 0    |
| 东莞冠联     | 2023         | 中甲联赛             | 3    | 0    | 0    | 0    | 0    | 0    | 3    | 0    |
| 职业生涯总计 | 职业生涯总计 | 职业生涯总计         | 10   | 0    | 2    | 0    | 0    | 0    | 12   | 0    |